# 帝紀 (日本皇室家譜)
《帝紀》（日语：ていき）乃天武天皇10年（681年）天智天皇之二子川島皇子、忍壁皇子奉命編纂之書籍，紀錄皇室家譜、代代口耳相傳之事蹟等內容，惟目前已佚散不傳。

## 概要
年僅28歲、博聞強記的稗田阿禮能口誦《帝紀》、《舊辭》，故太安萬侶奉元明天皇之命紀錄成《古事記》一書。本來此書內容應為皇統系譜，但時至今日卻出現許多歧見：
- 《帝紀》僅為《古事記》中、下卷而已。
- 不僅僅是《古事記》而已，《帝紀》泛指皇室家譜、口傳事蹟等資料的紀錄。
- 《帝紀》根本沒有實際的書籍，只是一代一代口傳下來的皇統系譜。
- 《帝紀》、《舊辭》根本是同一本書。

此外，還有一些研究發現：
- 太安萬侶在《古事記》序文裡談到了《帝皇日嗣》、《先紀》二本書籍。
- 《日本書紀》卷十九欽明天皇2年3月條寫道「『帝王本紀』，多有古字，撰集之人屢經遷易」；卷卅持統天皇2年11月條寫道「奉誄皇祖等之騰極次第，禮也，古云『日嗣』也」，日嗣即為皇位傳承。
- 《正倉院文書（日语：正倉院文書）》曾出現「帝紀日本書」、「日本帝紀」等字眼。
- 《日本書紀》私記甲本曾出現「帝王記」之字眼。

綜合看來，《帝紀》即是以天皇為中心編寫而成的系譜，《舊辭》則記載了天皇、皇族、各氏族相關人物等的故事。這些材料經過長年累月的沉澱，才變成《記紀》二書的編纂藍本。

## 內部連結
- 舊辭